# Luciano Xavier dos Santos
Luciano Xavier dos Santos (Lisboa, 1734 — Lisboa, 2 de fevereiro de 1808) foi um compositor português.

## Biografia
Estudou música sob a orientação do compositor Giovanni Giorgi na Escola de Música Sacra, instituída pelo Rei D. João V de Portugal em Santa Catarina de Ribamar, em 20 maio 1756, foi admitido na Irmandade de Santa Cecilia, em Lisboa. Organista da capela real. Deixou inúmeras Obras.

## Obras

### Teatral
- Le grazie vendicate (acção teatral, libreto de Pietro Metastasio, 1762)
- Gli orti esperidi (serenata, libreto de Pietro Metastasio, 1764)
- Ercole sul Tago (serenata, libreto de Vittorio Amedeo Cigna-Santi, 1765)
- Il natal di Giove (serenata, libreto de Pietro Metastasio, 1766)
- La danza (cantata, libreto de Pietro Metastasio, 1766)
- Il sogno di Scipione (serenata, libreto de Pietro Metastasio, 1768)
- Il Palladio conservato (serenata, libreto de Pietro Metastasio, 1771)
- (serenata, libreto de Pietro Metastasio, 1778)
- 1779)
- Palmira di Tebe (serenata, libretto di Gaetano martinelli, 1781)
- Esione (serenata, libreto de Gaetano Martinelli, 1784)
- Il re pastore (dramma musical, libreto de Pietro Metastasio, 1797)
- La Galatea (serenata, libreto de Pietro Metastasio)
- La clemenza di Tito (dramma musical, libreto de Pietro Metastasio; duvidosa atribuição)

### Outras
- L'Isacco, figura del Redentore (oratório, libreto de Pietro Metastasio, 1763)
- La passione di Gesù Christo (oratório, libreto de Pietro Metastasio, 1783)
- 79 Obras Sacra (missas, matinal, lamentações, Magnificat, Te Deum, responsórios, motetos, Benedictus, Stabat mater, salmos)
- Sinfonia (1799)